# ポスパケット
ポスパケットは、日本郵便株式会社により提供されていた、規定サイズ・重量以下であれば、全国均一運賃で荷物を送れる、郵便物に含まれない運送サービス。

## 概要
日本郵政公社時代の2006年4月1日にサービスを開始した。サービス開始当初の制度上の正式名称は「簡易小包郵便物」で、ポスパケットは愛称だった。民営化後は制度上の正式名称も「ポスパケット」に改められた。
第一種郵便物とは違い荷物であり、信書の送達に利用することは出来ない。なお、荷物を送る場合に添付できる信書については郵便法における信書を参照。
また、郵便事故等による損害賠償はなく（運賃のみ返還）、現金や郵便禁制品は送ることができないほか、貴重品、割れ物、精密機器、生もの等の腐敗しやすい物、芸術作品等の送付は性質上勧められないとしている。
サービス開始当初は400円で、2010年4月1日のレターパック350の登場に伴い、郵便物か荷物かの違いを除けばレターパック350（現：レターパックライト）と類似のサービスになったことから、350円に値下げになった。2014年4月1日より、360円に値上げされた。
大口顧客向けの類似サービス「ゆうパケット」が2016年10月1日にサービス拡大することに伴い、同年9月30日をもって廃止された。
保管用シールに記載されている「お問い合わせ番号」により、配達状況の確認ができた。

## 利用の規定

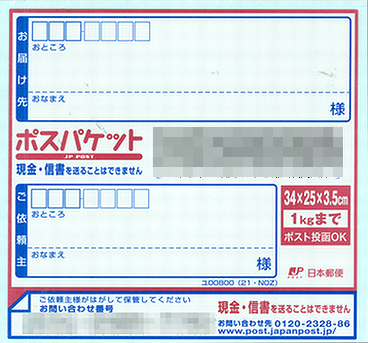
ポスパケットの宛名・差出人ラベル（2007年前半までのもの）

- 縦34cm、横25cm、厚さ3.5cm以内。
- 重量1kg以内。
- 外装には表面に「ポスパケット」、または、「簡易小包」と明記し、窓口で配布しているポスパケット専用ラベルを貼る。または大口顧客は規定の追跡バーコードを表面に印字する。
- 品名を記載する必要があり、2007年後半以降に発行されているポスパケットラベルには、品名を記載する欄が設けられている。
- 信書を送ることはできない。

## 差出方法
郵便窓口のほか、郵便ポストにも差出できた。運賃の支払い方法は、窓口で現金払いするか、360円分の郵便切手を貼付する。窓口に差し出す場合は着払いも可能だった。

## 配達方法
郵便受けに配達する。日曜・祝日にも配達する。速達扱いではないが、トラック輸送は速達便で行われるため、結果としては普通郵便と同等以上の送達スピードとなる。

## 補償（損害賠償）
滅失や毀損があった場合に郵便料金が返金される（ポスパケット約款第31条）。ただし、損害賠償を請求する者は、その運賃を支払ったことを証明する必要がある。

## 合わせて利用できるオプションサービス
- あて名変換サービス（1通51円、2014年3月まで50円）
- 着払い（1通21円、2014年3月まで20円）

## 数量割引
数量割引として1年間に1万個以上発送する場合には、運賃を割り引く特別運賃がある。特別運賃は基本運賃の半額程度となったため、当サービス自体が大口利用の獲得を目的として創設されたとみられる。

## その他
- NTTドコモが提供する、「ケータイ補償お届けサービス」を利用した際の、故障･水没端末等を返送する封筒は、「料金受取人払承認」を受けたポスパケットで返送する仕様になっていた。
- TSUTAYA DISCASが提供するDVD・CDレンタルのうちスポットレンタルの発送方法や、DMM.comが提供するDVD・CDレンタルの発送方法には、ポスパケットを採用していた。